# Presa de Kossou
La central hidroeléctrica de Kossou se encuentra en Costa de Marfil. Es una presa en el río Bandama, que tiene capacidad para generar 176 megavatios, suficientes para proporcionar energía a 118.000 hogares.

## Referencias

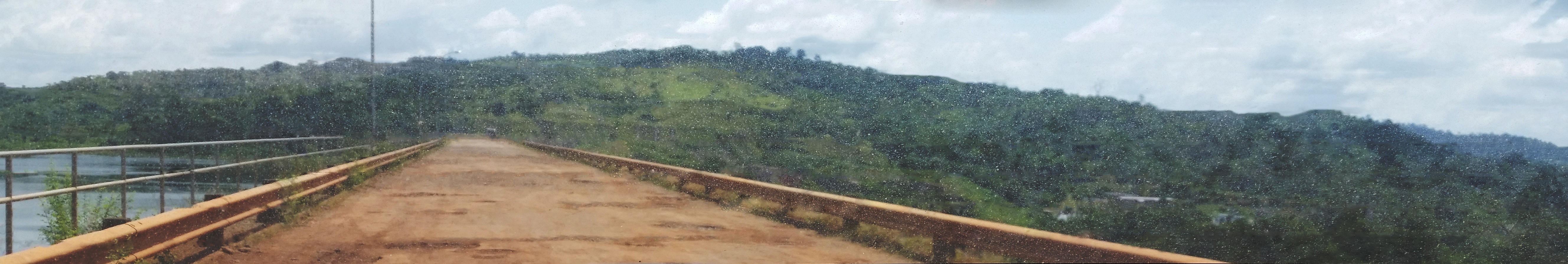
Kossou dam